# Machu Picchu
Machu Picchu (phát âm tiếng Quechua: [ˈmɐt͡ʃʊ ˈpɪkt͡ʃʊ], nghĩa đen: "Núi Cổ" hay "Núi Già") là một thị trấn llacta được người Inca xây dựng vào khoảng thế kỷ thứ 15. Di tích tọa lạc bên sườn Cordillera Đông của dãy Andes miền nam Peru, phía trên Thung lũng Thiêng ở độ cao 2.430 mét so với mực nước biển. Machu Picchu nằm trong vùng hành chính Cuzco, cụ thể tại địa phận quận Machupicchu, tỉnh Urubamba, cách thành phố Cuzco 80 km về phía tây bắc. Sông Urubamba cắt ngang qua địa điểm này, tạo nên một hẻm núi với khí hậu nhiệt đới.
Nhiều nhà nghiên cứu cho rằng Machu Picchu vốn từng là tài sản riêng tư của hoàng đế Inca dựa trên văn tịch thế kỷ 16. Một số công trình và con đường chính dẫn vào llaqta mang mục đích lễ nghi nhất định, vì vậy nơi đây chắc hẳn cũng từng đóng vai trò là một thánh địa tôn giáo. Ngoài ra còn có thuyết cho rằng Machu Picchu được xây cất với mục đích phòng thủ quân sự, song điều này bị hầu hết chuyên gia bác bỏ. Theo một nghiên cứu định tuổi AMS carbon phóng xạ năm 2021, khu vực này từng có người ở vào khoảng giữa những năm 1420 và 1532. Ngoài ra một khảo cứu lịch sử công bố vào năm 2022 kết luận rằng người Inca xưa kia gọi thị trấn bằng cái tên Picchu, hoặc cụ thể hơn là Huayna Picchu, chứ không phải Machu Picchu như nhiều người lầm tưởng.
Machu Picchu được tuyên bố là Khu bảo tồn Lịch sử của Peru vào năm 1981, và được UNESCO công nhận như một phần của quần thể văn hóa-sinh thái Di sản Thế giới mang tên Khu bảo tồn Lịch sử Machu Picchu (Santuario Histórico de Machu Picchu) vào năm 1983. Vào ngày 7 tháng 7 năm 2007, Machu Picchu được bình chọn là một trong bảy kỳ quan mới của thế giới hiện đại thông qua một cuộc bỏ phiếu trên mạng với sự tham gia của cử tri toàn cầu.

## Lịch sử
Bằng chứng khảo cổ chỉ ra rằng thổ dân tại khe núi Picchu bắt đầu biết làm nông nghiệp từ khoảng năm 760 TCN. Nhân khẩu của một nhóm sắc dân chưa xác định tại đây tăng nhanh trong thời kỳ Horizonte Medio (khoảng năm 900 CN), dân tộc này nhiều khả năng có quan hệ với dân tộc Tampu của Urubamba. Có thuyết cho rằng những thị trấn trong khu vực từng nằm dưới sự kiểm soát của liên bang Ayarmaca, kẻ thù của vương quốc Cuzco. Cũng trong thời kỳ này, đất đai đồi núi quanh vùng Picchu được khai khẩn để xây dựng ruộng bậc thang kiểu Andes (anden). Tại rặng núi nối liền đỉnh Machu Picchu và Huayna Picchu, nơi di tích Inca nay ngự trị, các nhà khảo cổ chưa tìm thấy bằng chứng về các khu nhà ở trước thế kỷ 15.

### Thời kỳ Inca (1475-1534)

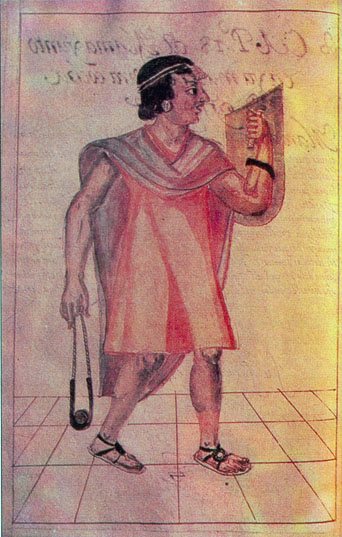
Hoàng đế Pachacútec theo nét vẽ của nhà biên niên sử người Basque Martín de Murúa (1615)

Khoảng năm 1430, Pachacútec (Sapa Inca đầu tiên của Tahuantinsuyo) phát động chiến dịch bành trướng tới Vilcabamba, trên đường tiện đánh chiếm khe núi Picchu. Địa thế linh thiêng của Machu Picchu so với trung tâm Cusco chắc hẳn đã khiến vị quốc vương Inca rất ấn tượng. Vì lẽ ấy vào khoảng năm 1450, ông hạ lệnh cho dựng một thị trấn tại đó với các dãy nhà dân và công trình tôn giáo nguy nga.
Theo nhiều học giả, Machu Picchu là một llacta của người Inca với khoảng 300-1000 nhân khẩu thuộc về tầng lớp tinh hoa, có lẽ là các panaca (thân tộc của Sapa Inca) của Pachacutec, và tầng lớp aclla (trinh nữ Mặt Trời). Lực lượng làm nông tại Machu Picchu cấu thành chủ yếu bởi các dân phu mitma (mitmaqkuna), xuất thân từ khắp mọi miền đế quốc. Thành phần sắc tộc chiếm đa số trong cơ cấu mitma là người Chanka; họ từng là chủ nhân của vùng Apurímac và Ayacucho ngày nay cho tới khi bị hoàng đế Pachacútec khuất phục và bắt làm nô lệ bởi tài xây dựng thành lũy của họ.
Machu Picchu không quá biệt lập nên huyền thoại về một "thành phố bị mất" và "nơi ẩn náu bí mật" của giai cấp thống trị Inca đều không có cơ sở. Các thung lũng hội tụ tại khe núi hình thành một khu vực có thể chứa đông dân cư, và năng suất nông nghiệp tại đây tăng đáng kể sau khi người Inca tới chiếm đóng vào năm 1440. Người Inca cho xây dựng nhiều trung tâm hành chính ở đó, quan trọng nhất là Patallacta và Quente Marca, và các phức hợp nông nghiệp cùng ruộng bậc thang. Nguồn lương thực của Machu Picchu phụ thuộc rất lớn vào những phức hợp nông nghiệp xung quanh, do các thửa ruộng bên trong đô thị không thể nào cung cấp đủ ăn cho dân cư thời tiền Tây Ban Nha tại đó. Tổng cộng 8 con đường Inca dẫn thẳng tới Machu Picchu và liên kết nó với phần còn lại của đế quốc. Macchu Picchu khác biệt rất lớn với các thị trấn lân cận ở thiết kế của các tòa nhà chính.
Sau khi Pachacútec băng hà, theo phong tục của hoàng gia Inca, số tài sản cá nhân của ông (bao gồm cả Machu Picchu) được truyền cho thân tộc panaca chứ không phải con trai nối dõi như ở các chế độ quân chủ khác. Các panaca thờ cúng xác ướp và thay mặt cho vị vua đã khuất tham gia họp bàn triều chính. Người Inca có lẽ vẫn giữ tục thừa kế kiểu này dưới đời vua Túpac Yupanqui (1470-1493) và Huayna Cápac (1493-1529).
Machu Picchu hẳn đã mất đi tầm quan trọng một thuở bởi uy tín lấn át của tài sản của các vị hoàng đế kế vị. Hơn nữa, việc khai thông một con đường rộng và an toàn hơn giữa Ollantaytambo và Vilcabamba (của thung lũng Amaybamba) đã khiến cho tuyến vượt khe núi Picchu ít được sử dụng.

### Thời kỳ biến loạn (1534-1572)

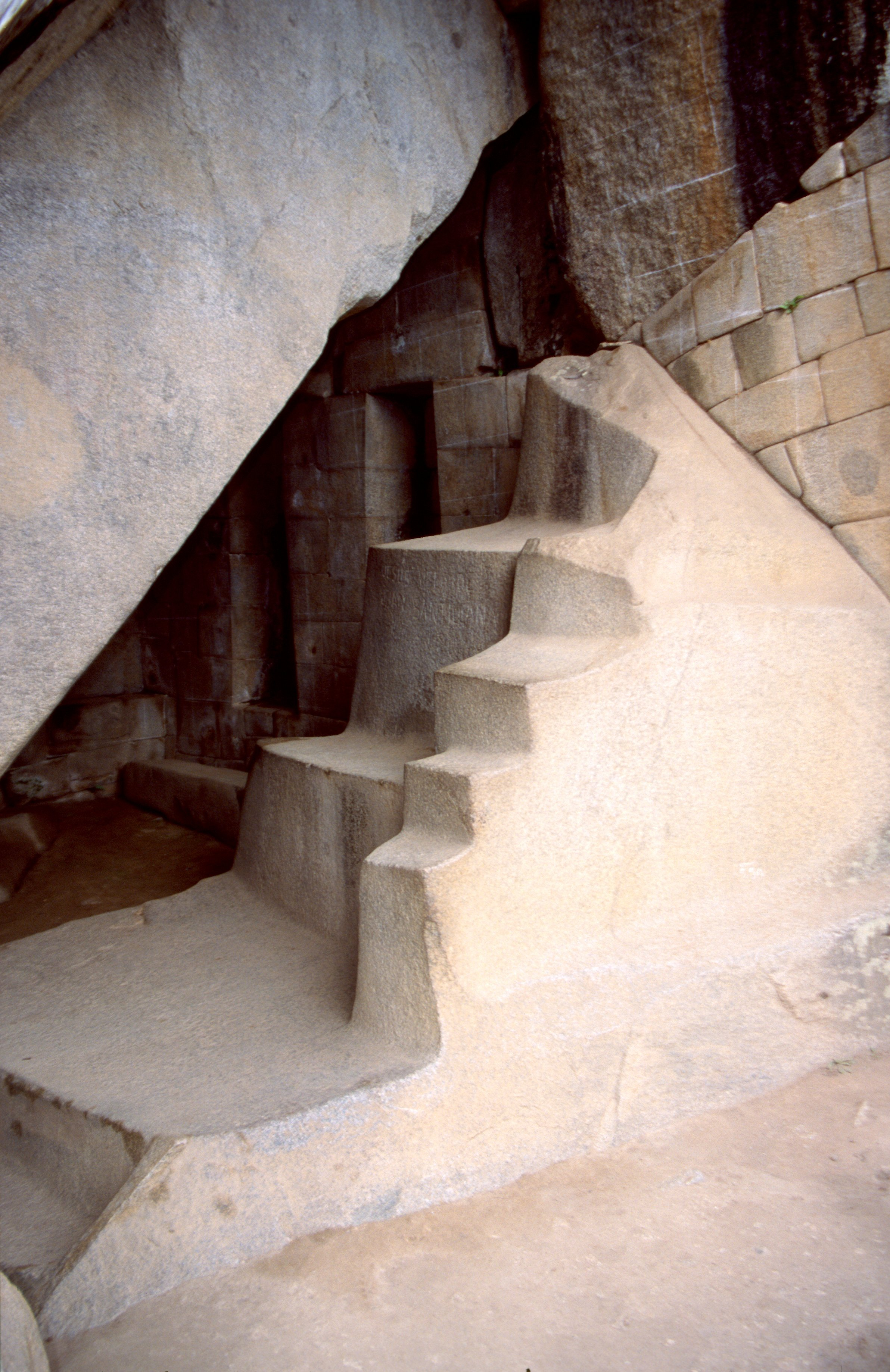
Tảng đá được cắt rất tinh xảo tại lối vào Lăng mộ Hoàng gia dưới Đền thờ Mặt trời. Sử gia Luis Guillermo Lumbreras cho rằng hầm mộ này được xây dựng cho Pachacútec; song ta chưa thể biết chắc bởi Bộ Văn hóa Cuzco từ chối đề xuất khai quật khu mộ này.

Cuộc nội chiến Inca (1531-32) và cuộc chinh phạt của người Tây Ban Nha (1534) chắc chắn đã có ảnh hưởng rất đáng kể đến Machu Picchu. Dân phu bị bóc lột dưới chế độ mitma trở về đất cũ của họ sau khi hệ thống kinh tế điều hành từ Cusco sụp đổ. Trong cuộc kháng chiến chống Tây Ban Nha vào năm 1536, Manco Inca đã tụ họp quý tộc Inca từ các vùng lân cận tham gia vào triều đình lưu vong của ông ở Vilcabamba. Đáp lại lời hiệu triệu đó, các quý tộc tại Picchu có lẽ đã rời bỏ thị trấn và lẩn trốn cùng với vị hoàng đế trẻ của họ. Các thư tịch thời đó than phiền rằng phần lớn khu vực này "không có dân cư". Thời thuộc địa, Picchu là một bộ phận của encomienda vùng Ollantaytambo, tức là phần đất (cùng tất cả lao động bên trong vùng đất đó) được ban thưởng cho một conquistador Tây Ban Nha từng lập được công trạng. Điều này không nhất thiết nghĩa là người Tây Ban Nha biết về Machu Picchu; trên thực tế, cống phẩm từ Picchu được trung chuyển tới Ollantaytambo mỗi năm một lần, rồi từ đó mới nộp lên chính quyền thực dân Tây Ban Nha chứ không được "thu thập" tại địa phương. Theo đó thì rõ ràng người Tây Ban Nha biết về khu vực quanh Machu Picchu, song chưa có bằng chứng xác đáng cho thấy người Tây Ban Nha thường xuyên ghé thăm nơi đó. Thư tịch thời thuộc địa có đề cập đến vị curaca (quan chức người bản xứ) cuối cùng của Machu Picchu vào năm 1568; tên là Juan Mácora. Juan Mácora tuy là người bản địa song lại mang tên "Juan", chứng tỏ rằng ông ta đã được rửa tội và chấp nhận theo đạo Cơ đốc trên danh nghĩa .
Văn liệu thời thuộc địa có kể về việc quốc vương Vilcabamba là Titu Cusi Yupanqui cho phép các đạo sĩ Dòng Augustinô tới "Piocho" truyền giáo vào khoảng năm 1570. Bấy giờ không một địa danh nào khác ngoài "Piccho" hoặc "Picchu" có phát âm tương tự như "Piocho". Nhà sử học Lumbreras suy đoán rằng những "kẻ xóa bỏ ngẫu tượng" có lẽ đã tới được Machu Picchu và đốt trụi Đền thờ mặt trời.
Cuối thế kỷ 16, khi cuộc kháng chiến Inca đang đi đến hồi kết, một người lính Tây Ban Nha tên là Baltasar de Ocampo có chép về một thị trấn "trên đỉnh núi" với những tòa nhà "tráng lệ", và rằng nơi đó có một acllahuasi rất lớn (nghĩa là 'ngôi nhà của trinh nữ Mặt Trời'). Mô tả ngắn gọn đó khiến ta liên tưởng ngay đến các tàn tích của Picchu. Thú vị hơn, Ocampo cho hay nơi đó có tên là "Pitcos". Địa điểm này không thể là Vitcos, một di tích Inca hoàn toàn khác so với nơi được Ocampo mô tả, nên rất có thể địa điểm đang được nhắc đến là Picchu. Cho đến nay, ta vẫn chưa rõ phỏng đoán này có đúng hay không. Ocampo ngoài ra còn kể thêm rằng Túpac Amaru, vị vua cuối cùng của Vilcabamba, sinh ra và lớn lên tại "Pitcos".

### Thời kỳ thuộc địa (TK. XVI-XIX)
Sau sự sụp đổ của nhà nước Vilcabamba vào năm 1572, thực dân Tây Ban Nha củng cố quyền lực và làm chủ hoàn toàn Trung tâm Andes. Khu vực Machu Picchu trở thành một hacienda dưới thời thuộc địa, sang tay đổi chủ không biết bao nhiêu lần cho đến tận thời kỳ Cộng hòa (kể từ năm 1821). Tuy vậy Machu Picchu là một nơi khá hẻo lánh vì nó cách xa những con đường và trục kinh tế mới dưới sự quản lý của Phó vương quốc Peru. Thư tịch từ năm 1657 đến năm 1782 ngụ ý rằng Machu Picchu là vùng đất nông nghiệp; tuy nhiên những thị trấn chính tại đó dường như không có người ở, và rốt cuộc bị xâm lấn bởi thảm thực vật của rừng mây hoang sơ.

### Trong thư tịch thế kỷ XIX
Năm 1865, nhà tự nhiên học người Ý Antonio Raimondi từng đi ngang qua chân tàn tích và kể lại rằng khu vực này lúc đó rất thưa thớt. Tuy vậy, chuyến thám hiểm của ông không nhằm mục đích khoa học.
Một cuộc khảo cứu tài liệu gần đây đã hé lộ rằng một doanh nhân người Đức vô danh tên là Augusto Berns đã phát hiện tàn tích Machu Picchu vào năm 1867, tức là trước Bingham tận 40 năm. Berns cho thành lập một công ty "khai thác" dưới cái tên Compañía Anónima Explotadora de las Huacas del Inca để thu trộm "kho báu". Theo đó, từ năm 1867 đến năm 1870, dưới sự bao che của chính phủ Peru thời José Balta, công ty này được phép hoạt động trong khu vực và có thể bán "tất cả những gì họ tìm thấy" cho các nhà sưu tập đồ cổ ở châu Âu và Bắc Mỹ.
Tính xác thực của phát hiện trên vẫn còn đang được các học giả kiểm chéo và xác minh, song sự thực là cái tên Machu Picchu đã xuất hiện rõ ràng trên những tấm bản đồ thăm dò khai thác từ thời đó. Vào năm 1870, đồng nghiệp của Berns là Harry Singer đã phác vị trí của Machu Picchu trên bản đồ, trong đó còn gọi đỉnh Huayna Picchu đối diện là "Punta Huaca del Inca". Một bản đồ năm 1874 được phác bởi Herman Gohring đã định vị chính xác cả hai ngọn núi đó. Vào năm 1880, nhà thám hiểm người Pháp Charles Wiener cũng có nhắc tới tàn tích Machu Picchu. Ông có kể rằng "Tôi đã nghe kể về những thành phố khác, Huayna Picchu và Machu Picchu", nhưng chưa tận mắt chứng kiến chúng. Thế nên di tích được mệnh danh là "thành phố đã mất của người Inca" thực ra chưa bao giờ bị lãng quên như ta từng nghĩ.

### Tái khám phá (1894-1911)
Ngày 24 tháng 7 năm 1911, Machu Picchu bắt đầu được thế giới phương Tây chú ý nhờ công của Hiram Bingham III, một nhà sử học Hoa Kỳ khi ấy đang là giảng viên tại Đại học Yale. Ông đã được những người địa phương thường tới nơi này dẫn đường. Nhà thám hiểm/khảo cổ này đã bắt đầu các công việc nghiên cứu khảo cổ tại đó và hoàn thành một cuộc khảo sát toàn bộ vùng. Bingham đã đặt tên "Thành phố đã mất của người Inca", cho nơi này trong cuốn sách đầu tiên của ông.
Bingham đã tìm kiếm thành phố Vitcos, nơi trú ẩn và kháng cự cuối cùng của người Inca trong cuộc Chinh phục Peru của người Tây Ban Nha. Năm 1911, sau nhiều năm tìm kiếm với những chuyến đi và những cuộc khảo sát quanh vùng, ông đã được những người Quechua đang sống tại Machu Picchu trong những công trình nguyên thủy Inca dẫn đường tới thành lũy đó. Bingham đã thực hiện nhiều chuyến đi khác và tiến hành nhiều cuộc khai quật tại địa điểm trong suốt năm 1915. Ông đã viết một số cuốn sách và bài báo về việc khám phá Machu Picchu.
Những năm đầu tiên sống tại Peru, Bingham đã xây dựng được mối quan hệ thân mật với các quan chức cao cấp Peru. Vì thế, ông ít gặp trở ngại trong việc xin các giấy phép, các thủ tục giấy tờ, và quyền được đi khắp đất nước cũng như mượn các đồ vật khảo cổ. Ngay khi quay về Đại học Yale, Bingham đã sưu tập khoảng 5.000 đồ vật như vậy và chúng đã được trường Yale giữ cho tới khi chính phủ Peru đòi được trả lại. Gần đây, chính phủ Peru đã yêu cầu được trả lại toàn bộ các vật phẩm văn hoá, và trước lời từ chối của Đại học Yale, họ đang cân nhắc tiến hành các thủ tục pháp lý cần thiết. Với sự thay đổi cơ quan chính phủ trong thời gian tới của Peru, hành động này có thể sẽ bị trì hoãn một thời gian .
Simone Waisbard, một nhà nghiên cứu trong thời gian dài về Cusco, đã tuyên bố Enrique Palma, Gabino Sánchez và Agustín Lizárraga khắc tên mình vào một trong những tảng đá tại đó ngày 14 tháng 7 năm 1901, và là những người đã tái khám phá nơi này trước Bingham. Tuy nhiên, nếu điều này là sự thực, không một từ nào được tìm thấy tại đó từng được thế giới bên ngoài biết tới; công việc của Bingham đã đưa Machu Picchu ra với sự chú ý của thế giới.Theo lời kể lại của Bingham trong cuốn sách xuất bản năm 1948 trong thời khắc phát hiện ra Machu Pichu: "Chúng tôi đang mở lối xuyên rừng nguyên sinh. (...) Bất thình lình, trước mặt tôi là một bức tường rêu phong cổ kính, dựng lên từ những tảng đá gia công tỉ mỉ của người Inca. Sau khi ước lượng mỗi khối đá khổng lồ ấy nặng khoảng 10-15 tấn, tôi không thể tin vào mắt mình". Một thế kỷ sau, Peru tưng bừng mở hội vinh danh khám phá thế kỷ của Hiram Bingham và gọi năm 2011 là "Năm thứ 100 của Machu Picchu với thế giới", theo tờ Le Monde. Lễ kỷ niệm bắt đầu từ ngày 7.7, nhân 4 năm sau khi di tích Inca này được Tổ chức New7Wonders chọn là một trong 7 kỳ quan thế giới mới.

## Miêu tả

### Ba khu vực

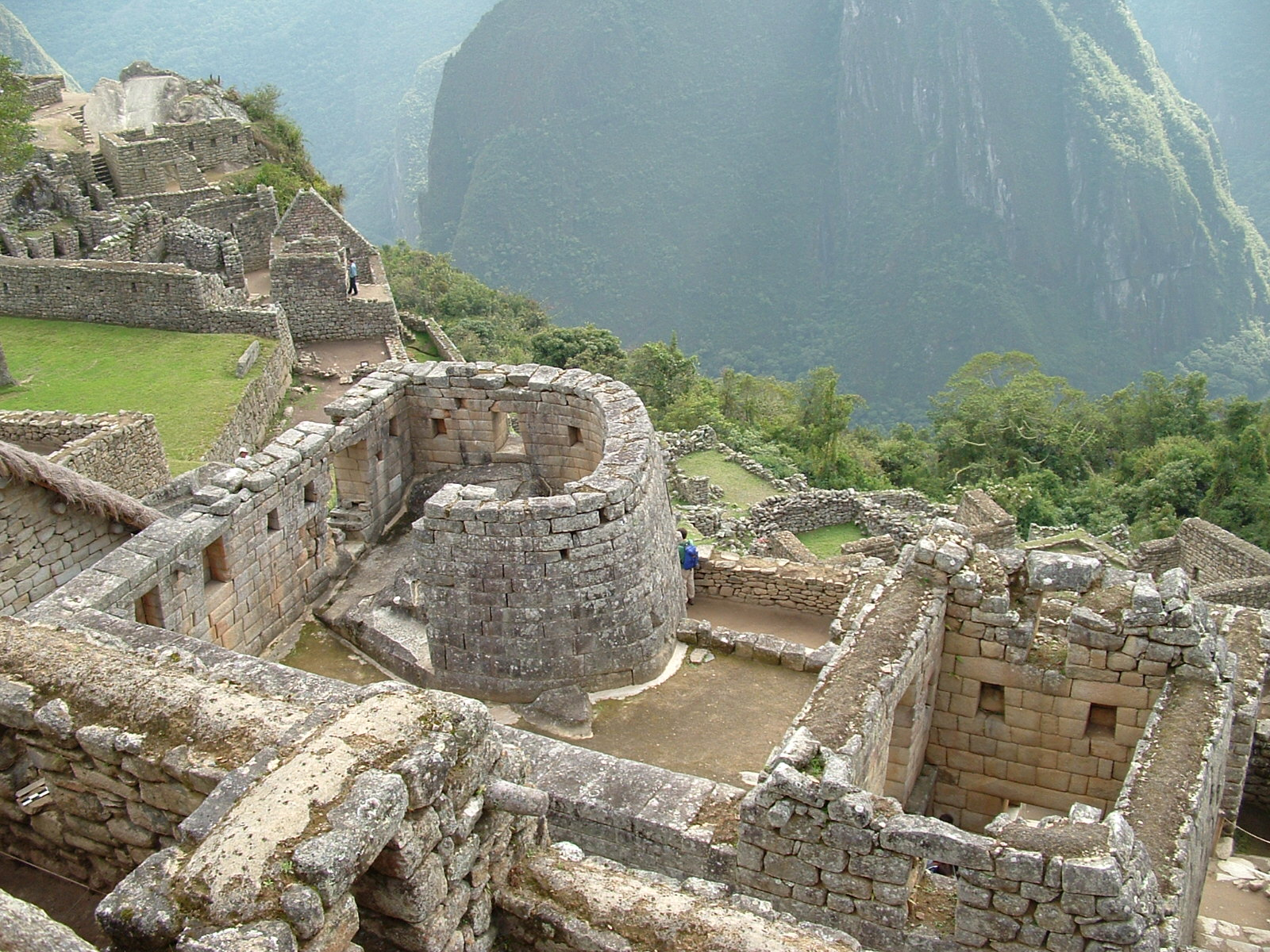
Đền Mặt trời

Theo các nhà khảo cổ học, Machu Picchu được chia thành ba khu vực lớn: Khu vực linh thiêng, Khu vực dân chúng, ở phía nam, và Khu của các Thầy tu và Tầng lớp quý tộc (khu hoàng gia).
Nằm ở khu vực đầu tiên là các địa điểm khảo cổ học quý giá: Intihuatana, Đền của các Màu sắc và Phòng Ba Cửa sổ. Chúng được dành cho Inti, vị thần Mặt trời và cũng là vị thần vĩ đại nhất.
Trong khu hoàng gia, một khu vực riêng được dành cho giới quý tộc: một nhóm nhà nằm thành hàng trên một khu vực đất dốc; nơi ở của Amautas (những người khôn ngoan) có đặc điểm riêng ở những bức tường màu đỏ, và khu Ñustas (các công chúa) những căn phòng hình thang.
Lăng Nghi lễ được tạc vào đá với khu vực phía trong hình vòm và các bức tranh khắc. Nó được sử dụng trong các dịp lễ và hiến tế.

### Kiến trúc

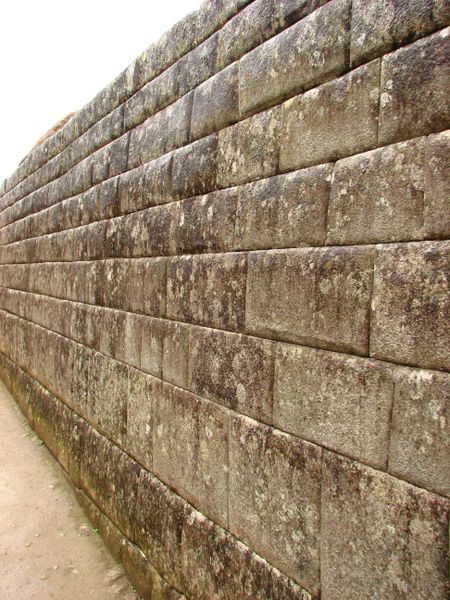
Bức tường Inca tại Machu Picchu

Tất cả các công trình tại Machu Picchu đều tuân theo phong cách kiến trúc Inca với những bức tường đá không dùng vữa và những viên đá kích thước bằng nhau. Người Inca là bậc thầy về kỹ thuật này, được gọi là đá khối, theo đó những khối đá được cắt để có thể được ghép vào nhau thật chặt mà không cần tới vữa. Nhiều mối nối còn hoàn hảo tới mức thậm chí không thể lách một lưỡi dao vào giữa các phiến đá.
Người Inca không bao giờ sử dụng bánh xe. Bằng cách nào họ đặt những phiến đá lớn lên nhau vẫn còn là điều bí ẩn, dù nói chung mọi người tin rằng họ đã dùng hàng trăm người để đẩy các tảng đá lên trên. Ta vẫn chưa biết tại sao người Inca không để lại bất kỳ tài liệu nào về việc xây dựng bởi hệ thống chữ viết họ sử dụng, được gọi là Khipu(Quipu), vẫn chưa được giải mã.
Khu vực này bao gồm 140 công trình kiến trúc, gồm các đền, đài, công viên, nhà ở mái rạ.
Có hơn một trăm bậc đá dẫn lên – thường được tạc hoàn toàn vào trong một tảng đá granite duy nhất – và một lượng lớn các đài phun nước, nối với nhau bởi các kênh và các ống dẫn nước đục trong đá, được thiết kế cho hệ thống tưới tiêu ban đầu. Đã tìm thấy các bằng chứng cho thấy hệ thống tưới tiêu đã được sử dụng để dẫn nước từ một con suối thiêng, tới mỗi ngôi nhà, thứ tự được phân chia theo mức độ giai cấp của người ở trong đó.

## Hệ thống đường Inca
Trong số hàng ngàn con đường được các nền văn hóa thời tiền Columbo xây dựng ở Nam Mỹ, những con đường của người Inca về một số điểm là đáng chú ý nhất. Mạng lưới những con đường này hội tụ về Cusco, thủ đô của Đế chế Inca. Một con đường dẫn tới thành phố Machu Picchu. Người Inca có sự phân biệt giữa các con đường ven biển và các con đường miền núi, đường ven biển được gọi là Camino de los llanos (đường bằng) và những con đường núi được gọi là Cápac Ñam.
Ngày nay, hàng ngàn khách du lịch đang đi trên những con đường Inca – đặc biệt Đường mòn Inca – hàng năm, khách du lịch tới Cusco làm quen trước khi bắt đầu một chuyến đi bộ kéo dài bốn ngày từ thung lũng Urubamba dẫn lên tận dải núi Andes.

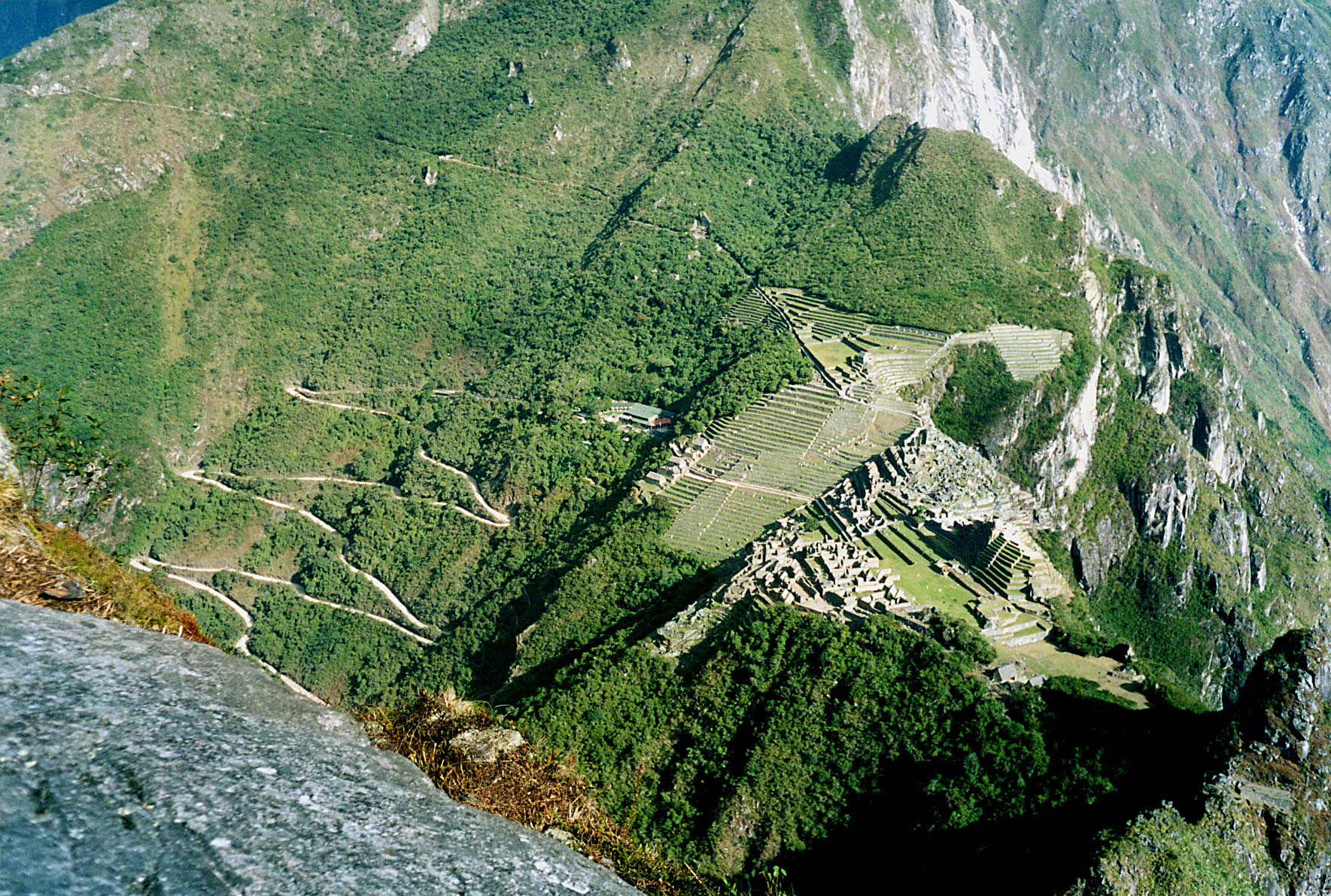
Quang cảnh Machu Picchu từ Huayna Picchu, với con đường cao tốc Hiram Bingham Highway dẫn các xe buýt chở du khách tới và đi khỏi thị trấn Aguas Calientes.

## Thăm viếng Machu Picchu
Tất cả các chuyến đi tới Machu Picchu đều xuất phát từ Cusco, có một đường bay nội địa từ Lima dẫn tới Cusco, hay đường bay quốc tế từ La Paz, tại Bolivia. Bắt tàu hỏa du lịch tại Cusco (mất 3.5 tiếng để tới Machu Picchu).
Cách thông thường nhất để tới đây là bắt tàu tới Machu Picchu vào buổi sáng, khám phá khu di tích trong vài giờ và quay trở lại Cusco vào buổi chiều. Tàu hỏa dừng tại ga cuối ở Puente Ruinas, nơi các xe buýt sẽ đưa du khách lên dãy núi Machu Picchu. Khá ngạc nhiên, ga Machu Picchu nằm tại Aguas Calientes (2 km trước ga Puente Ruinas) nhưng đây không phải là ga nên dừng đối với chuyến đi một ngày.
Một cách khác là đi theo đường mòn Inca, hoặc một chuyến đi kéo dài hai hay bốn ngày, cả hai kiểu trên đều bị chính phủ quản lý. Họ đòi hỏi du khách phải được trang bị thích hợp. Chuyến đi kéo dài vài ngày và cần dùng tới túi ngủ cũng như lều bạt.
Một cách nữa là nghỉ đêm ngay gần khu di tích, chứ không quay về ngay trong ngày. Có nhiều khách sạn gần Aguas Calientes, nhưng chỉ có một tại chính Machu Picchu. Xe buýt chạy từ Aguas Calientes tới khu di tích suốt ngày, và có một đoạn đường dài 8 km dẫn lên núi (khoảng một tiếng rưỡi đi bộ).
Cũng có dịch vụ máy bay trực thăng từ Cusco tới Aguas Calientes, bằng trực thăng 24 chỗ Mi-8 của Nga. Các chuyến bay trực tiếp tới Machu Picchu đã bị dừng trong thập niên 1970 vì những lo ngại về ảnh hưởng của chúng tới khu di tích.

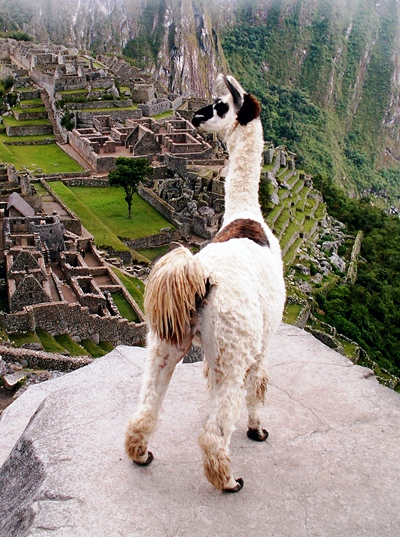
Một chú lạc đà không bướu nhìn xuống Machu Picchu.

### Quan ngại về du lịch
Số lượng du khách viếng thăm Machu Picchu ngày càng gia tăng (400.000 năm 2003 ), vì thế một số người lo ngại di tích này đang bị hư hại. Vì lý do đó, một số lời phản đối chống lại kế hoạch xây dựng thêm một cây cầu nữa dẫn lên đây đã được đưa ra  và một khu vực cấm bay đã được thành lập . UNESCO hiện đang xem xét đưa Machu Picchu vào Danh sách các Địa điểm Di sản Thế giới đang bị Đe dọa của họ.

## Thông tin bên lề
- Machu Picchu gần đây đã xuất hiện trong các quảng cáo của Royal Nepal Airlines nhằm thúc đẩy du lịch tại Nepal. Một nhà leo núi người Peru rõ ràng đã nhìn thấy biển quảng cáo này khi thăm Ấn Độ và thông báo cho chính quyền Peru. Royal Nepal Airlines đã xin lỗi Peru và gần đây đã sửa chữa sai lầm này.[46]
- Tháng 9 năm 2000 một đồng hồ mặt trời với tuổi thọ nhiều thế kỷ tại Machu Picchu đã bị Cơ quan quảng cáo J. Walter Thompson khi quay phim một đoạn quảng cáo loại bia Cusqueña.[47]
- Machu Picchu xuất hiện trong nhiều trò chơi máy tính, gồm cả Tony Hawk's Downhill Jam, Illusion of Gaia, Skies of Arcadia Legends và Amazing Adventures Around the World.

## Thư viện ảnh

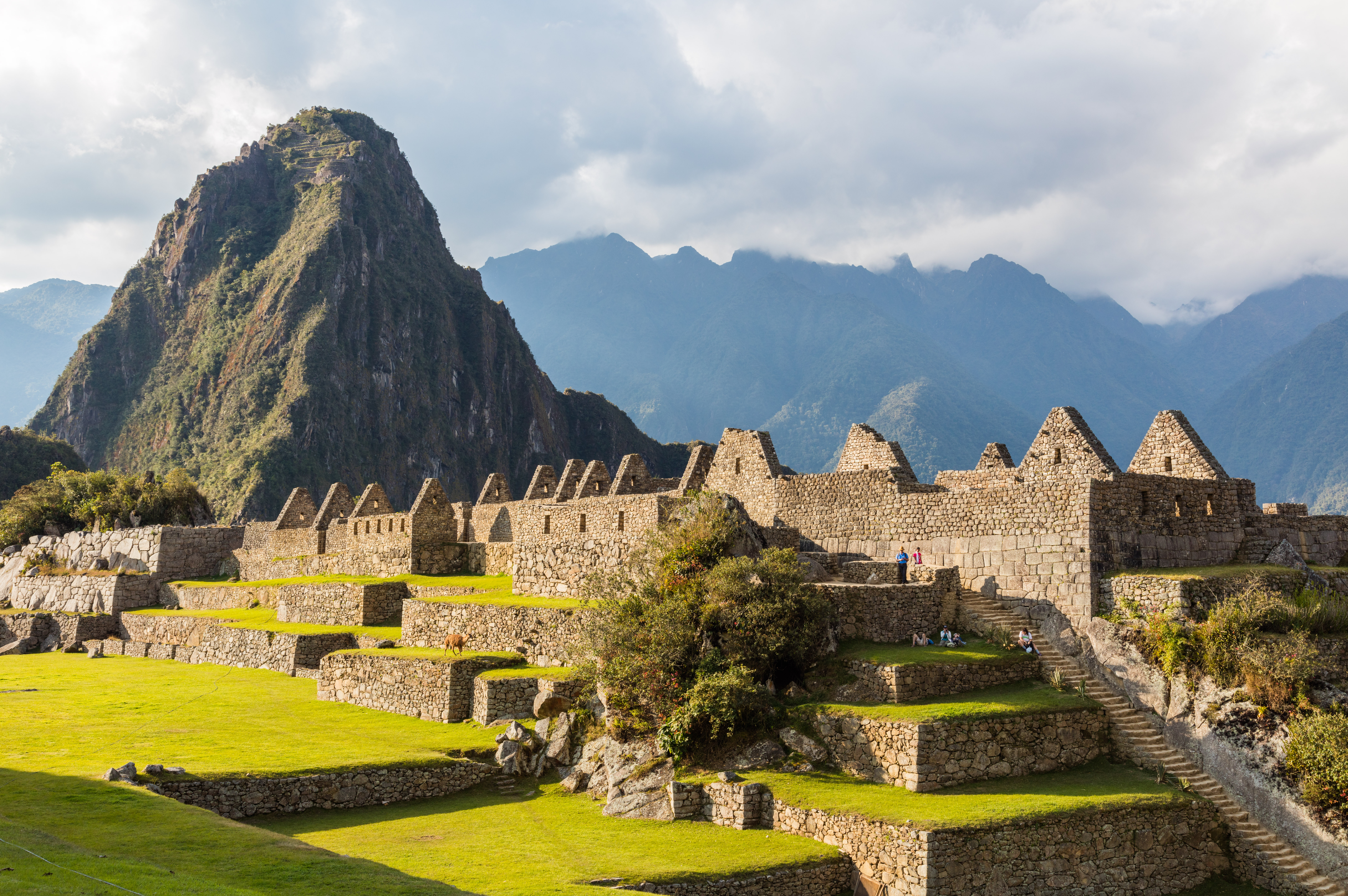
Bao quát một phần phức hợp.
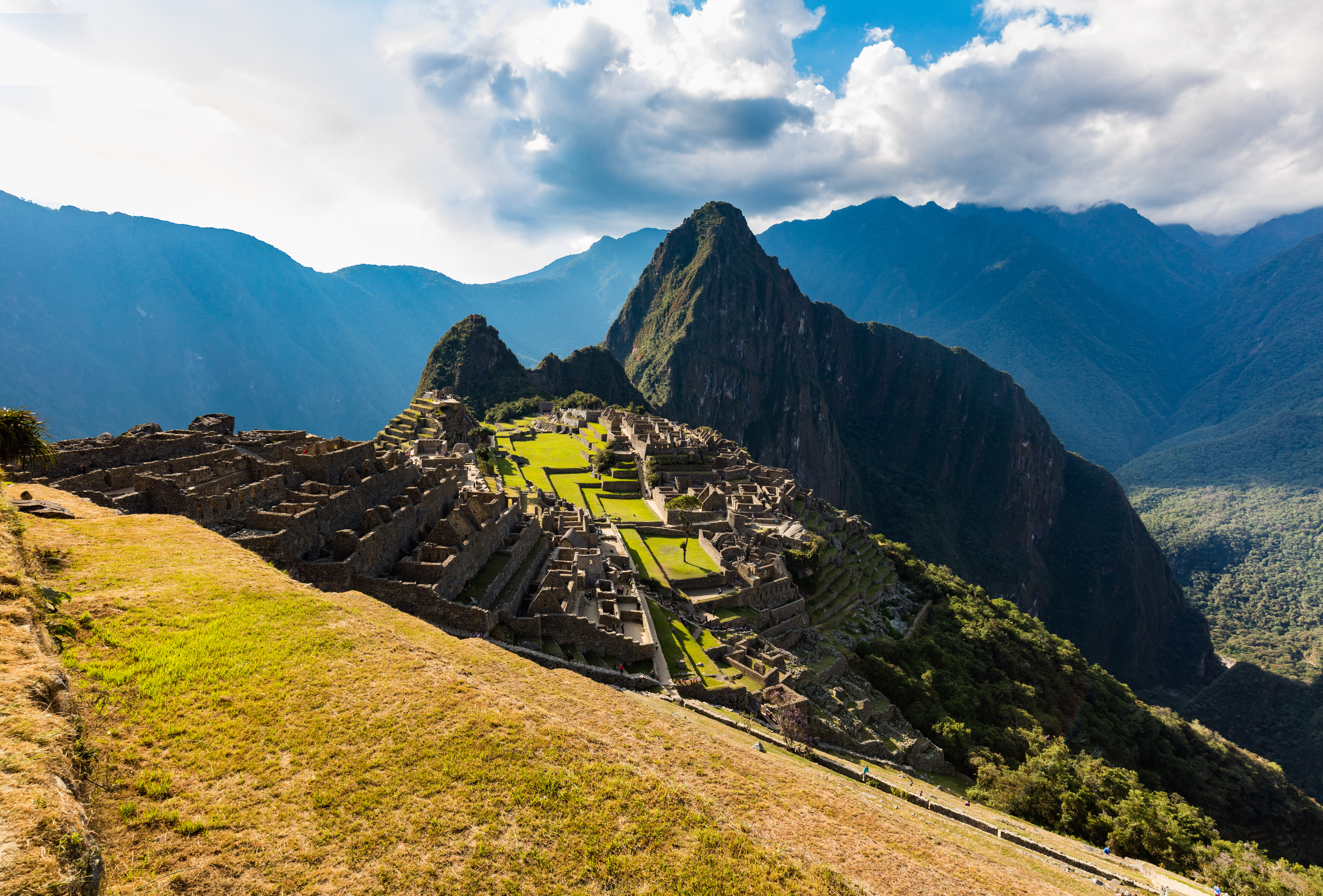
Bao quát nhìn chếch xuống.
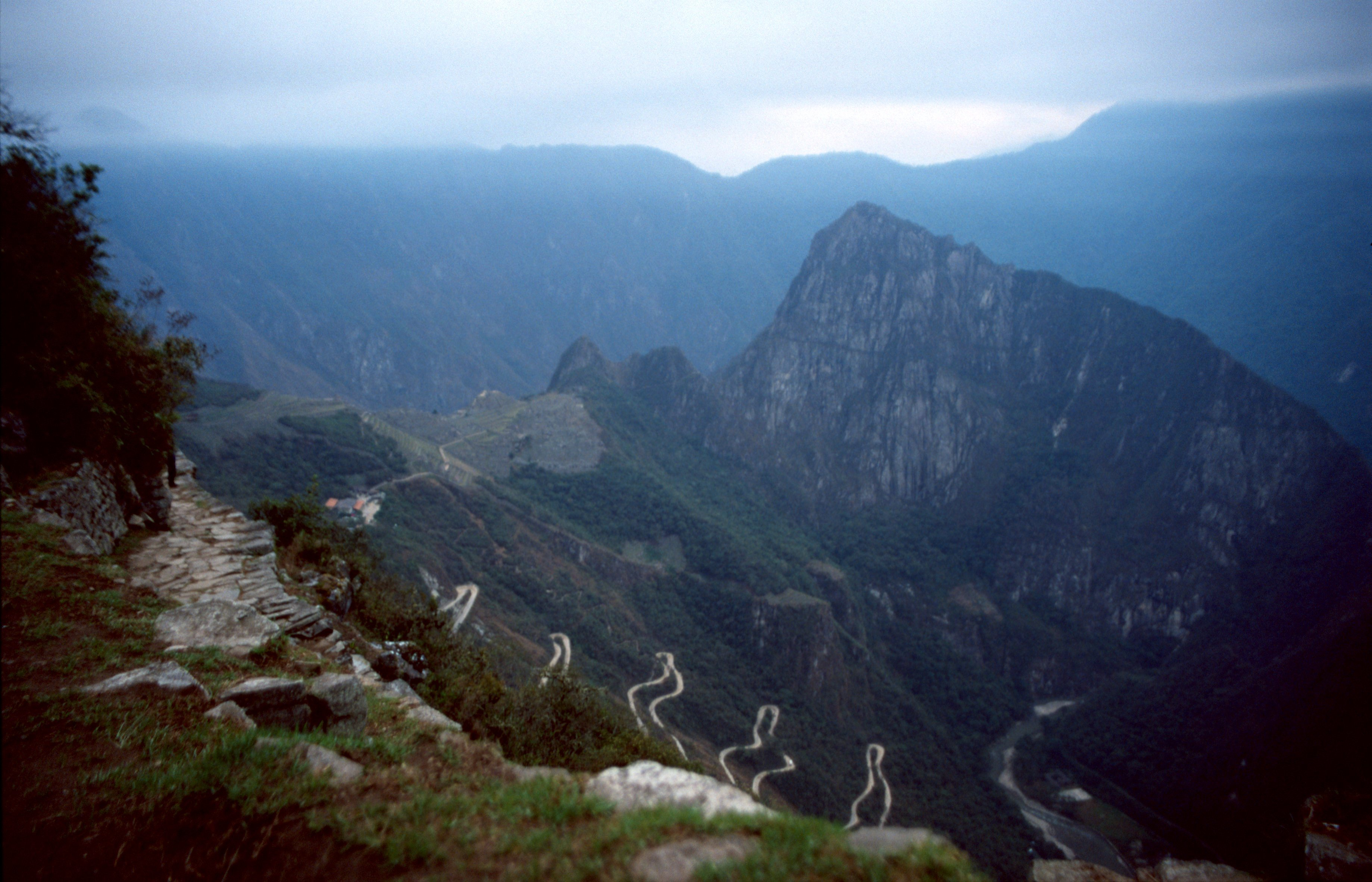
Bình minh nhìn từ đoạn Inti Punku của Đường mòn Inca, tọa lạc phía nam di tích.
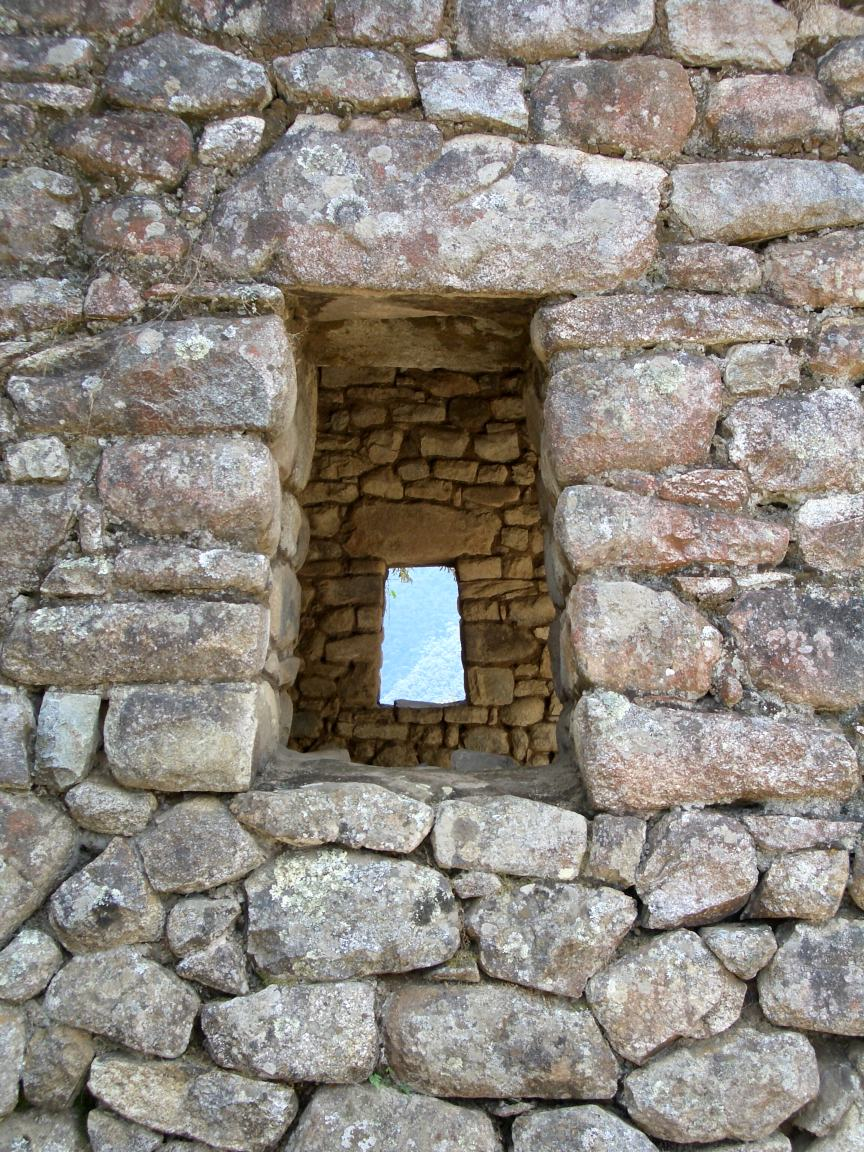
Cửa sổ hình thang của các căn nhà.
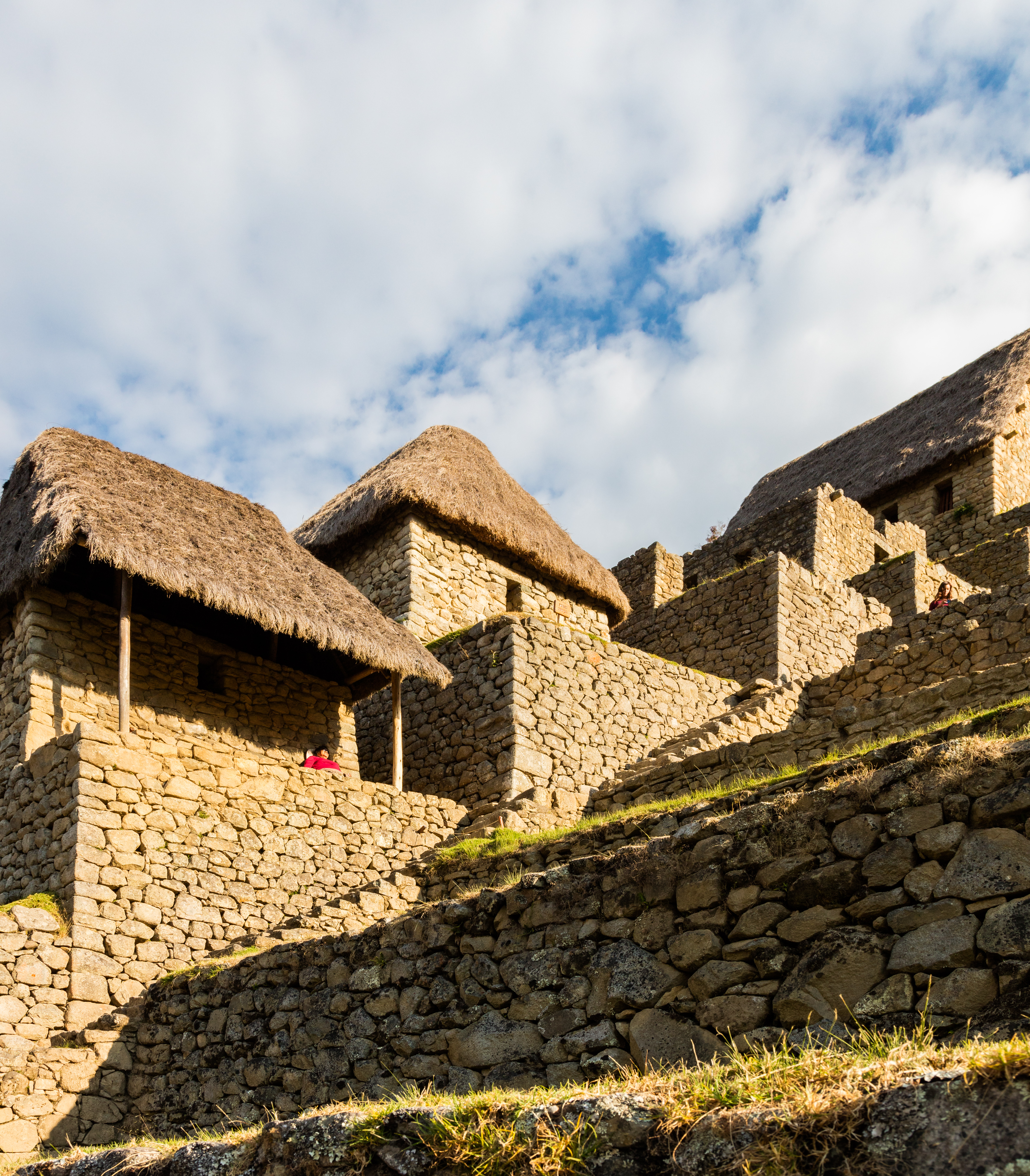
Các nhà kho colcas chứa lương thực dọc các luống ruộng.
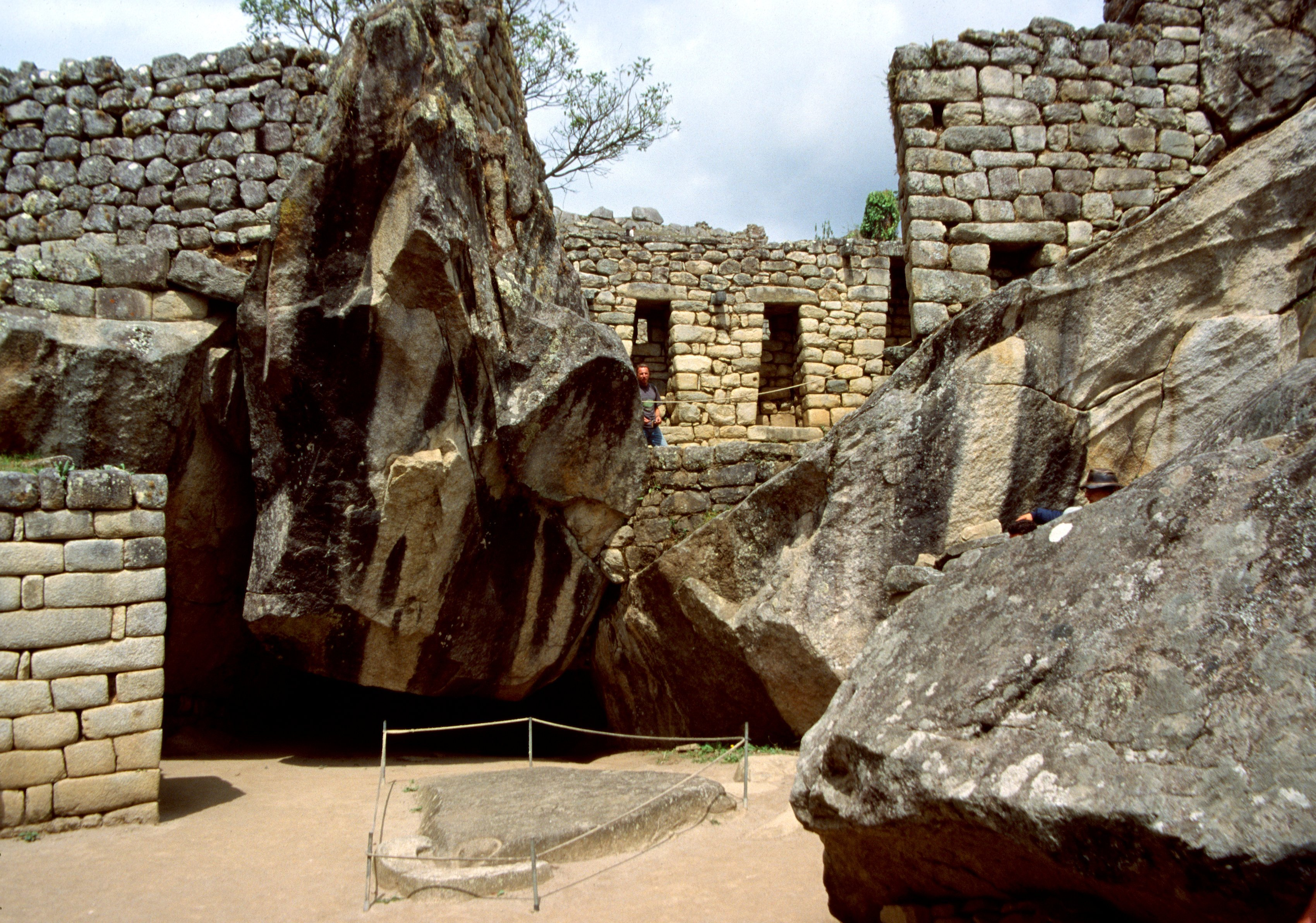
Đền chim điêu
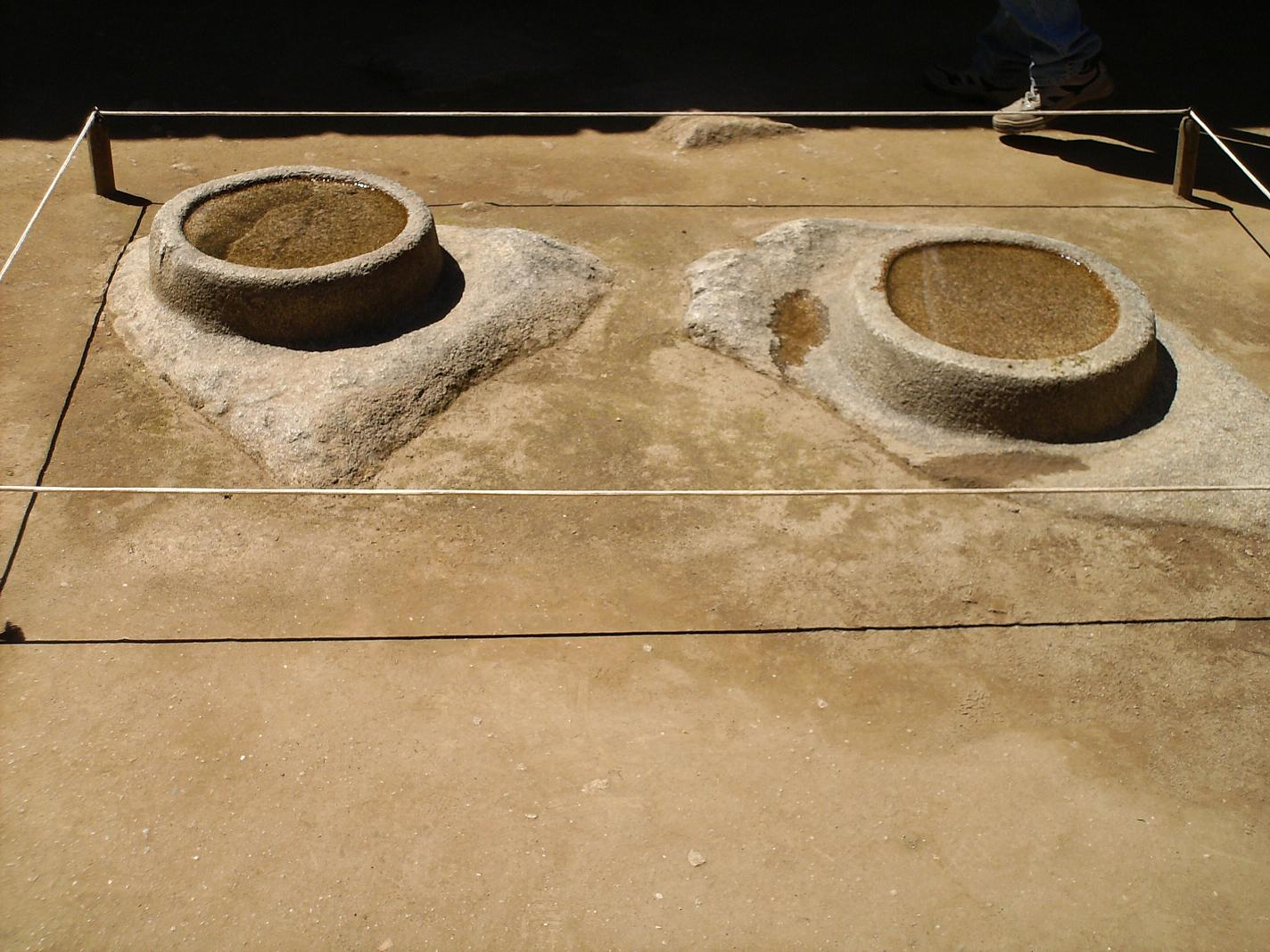
Gương nước quan sát bầu trời.
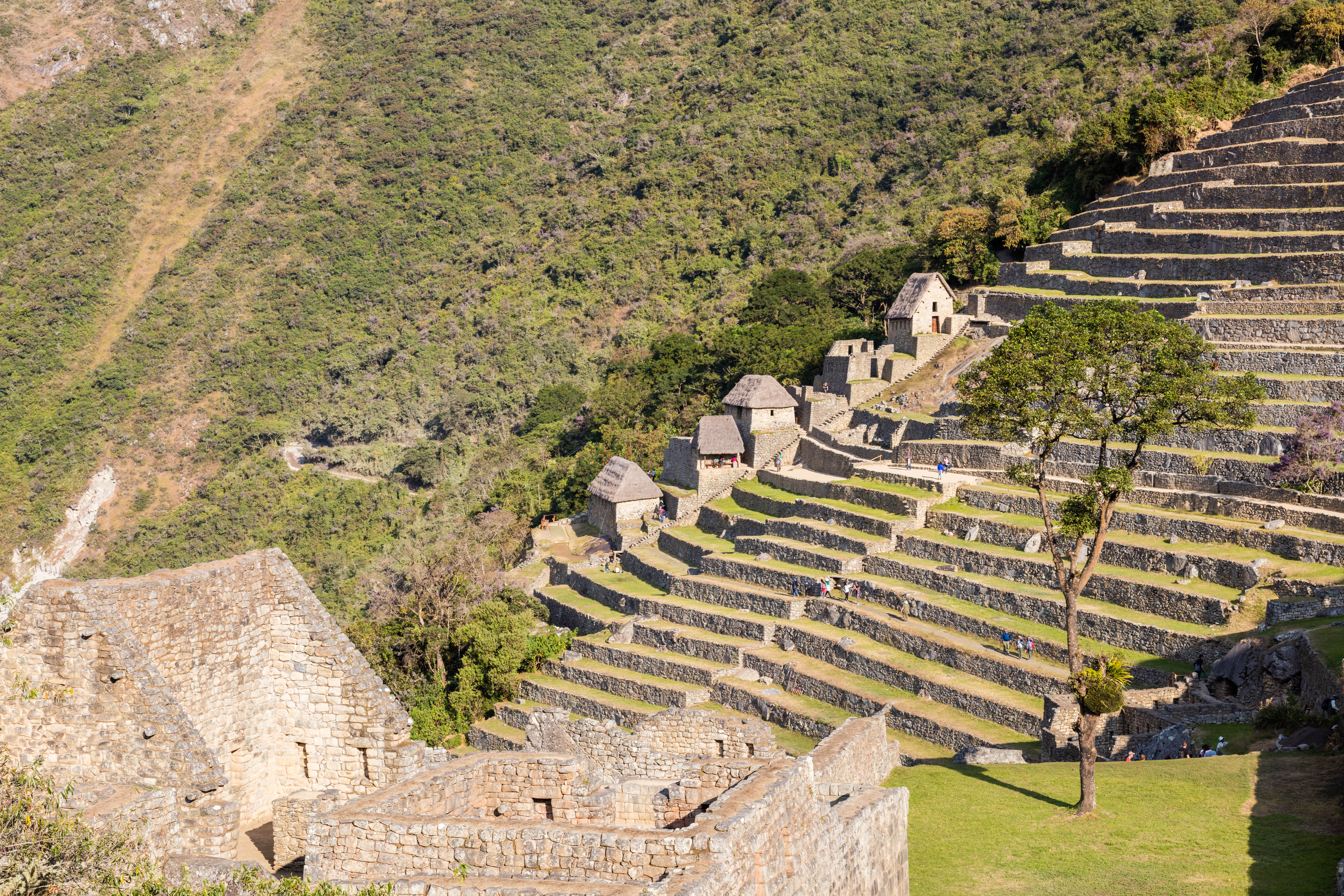
Ruộng bậc thang.
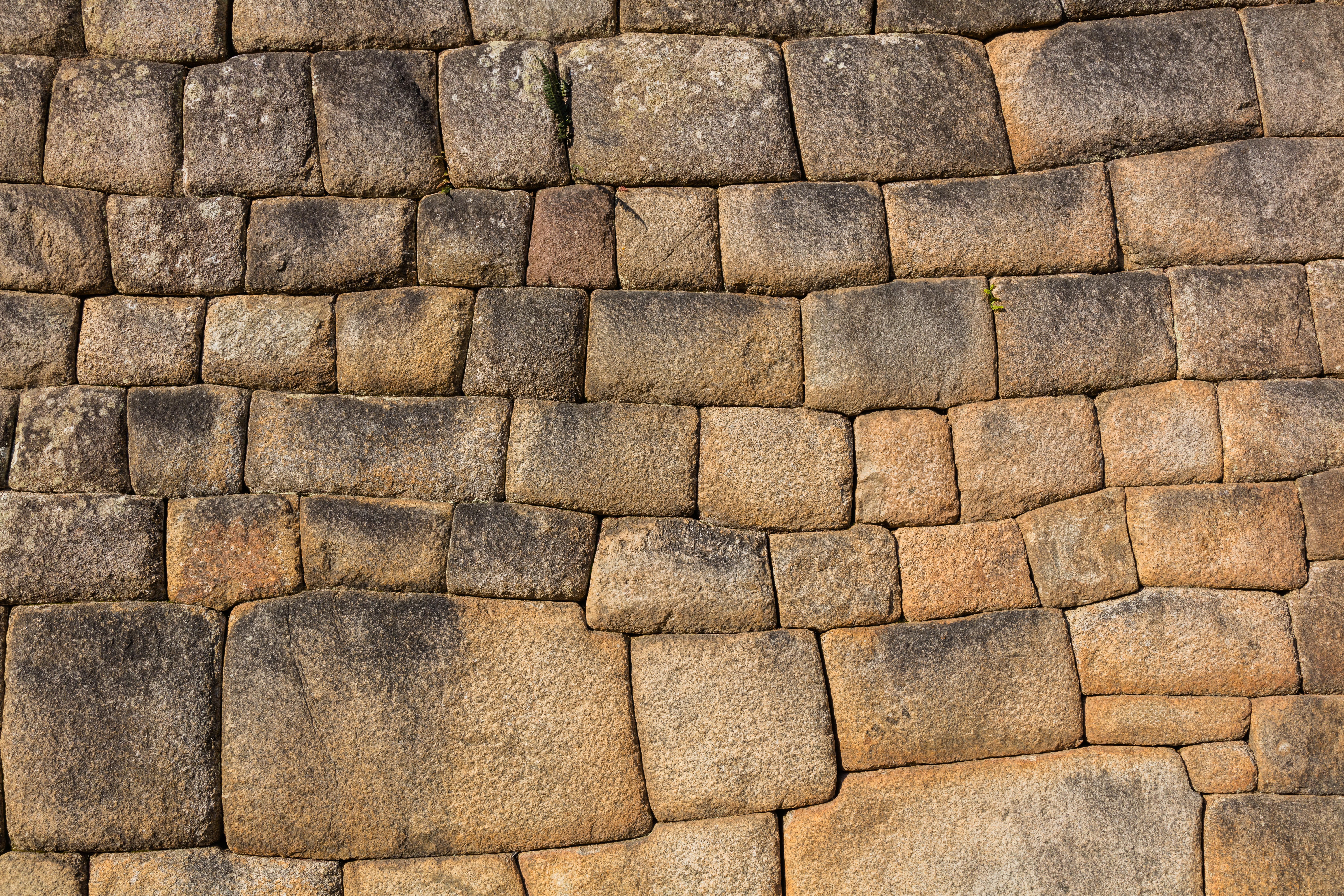
Tường thành dựng bởi người Inca.
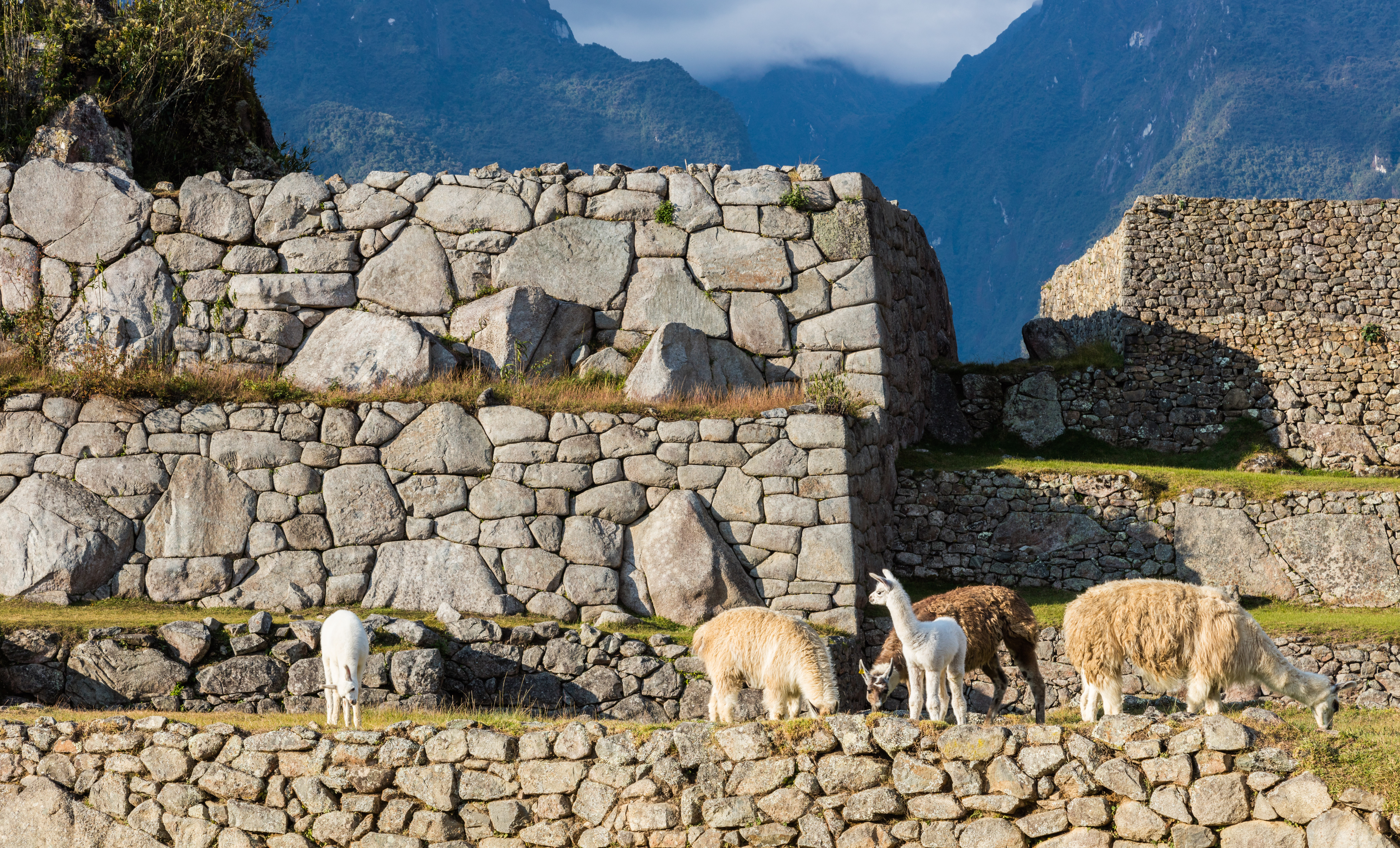
Lạc đà không bướu tại Machu Picchu.
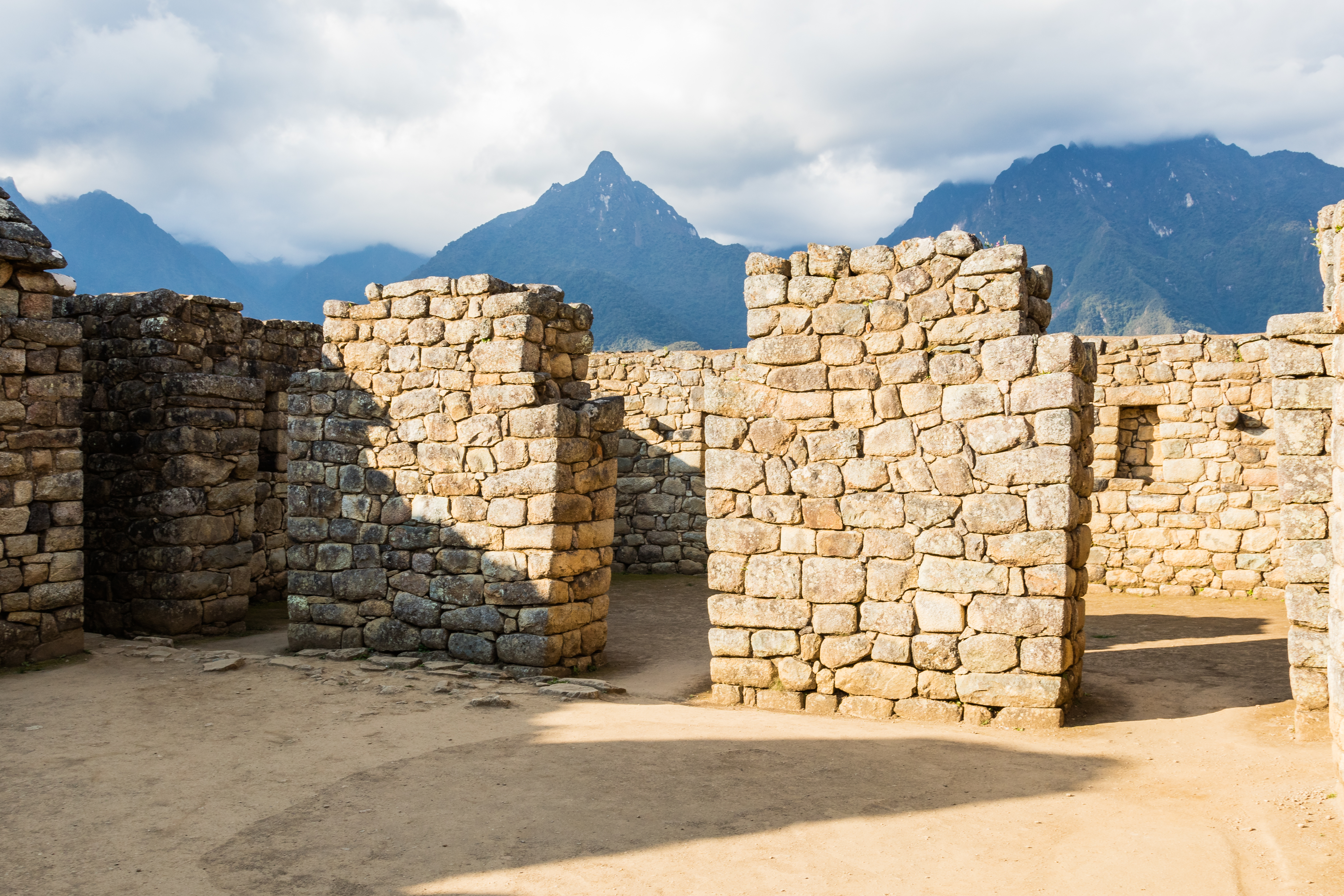
Phân khu nhà ở.
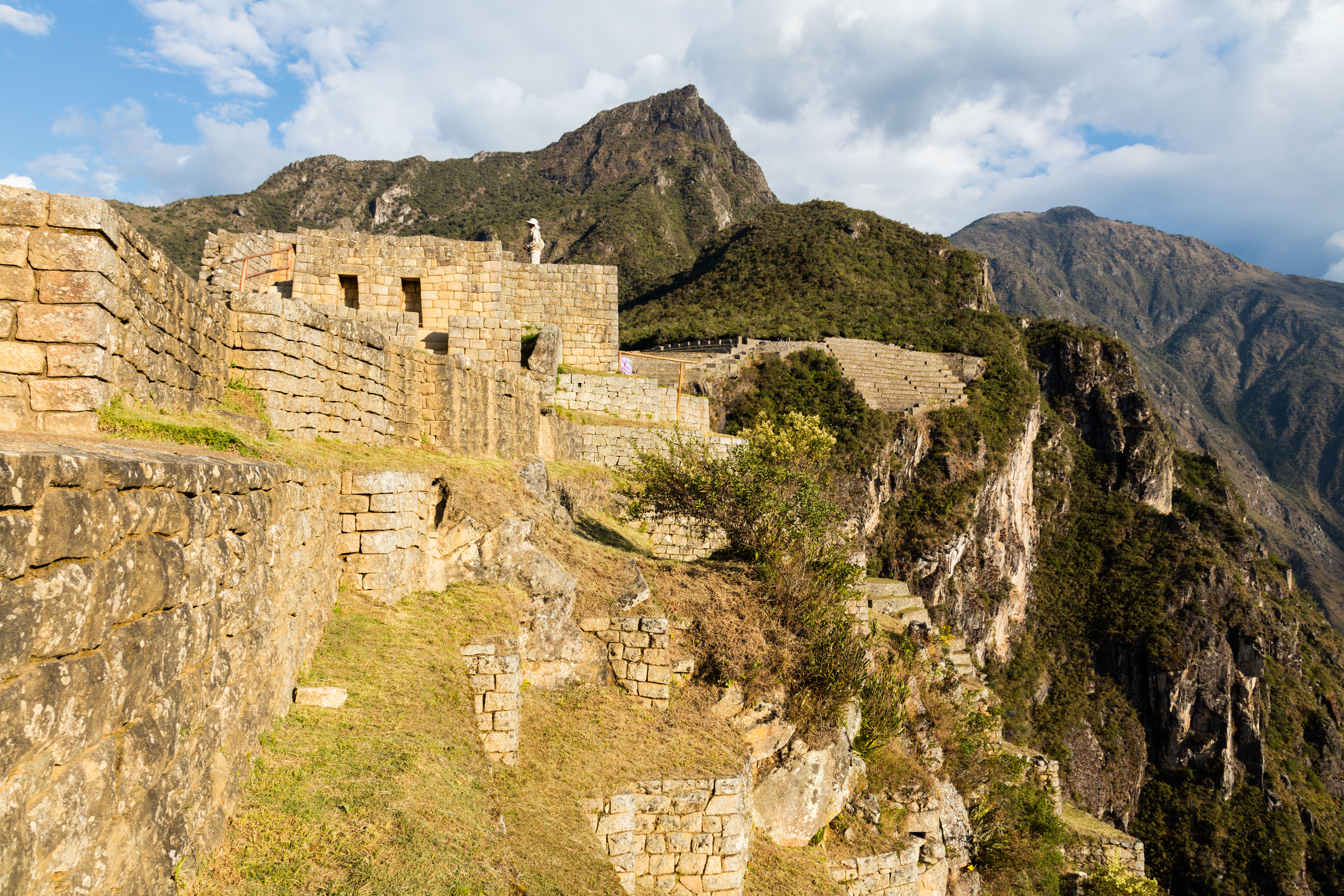
Vách đá cheo leo.

### Tầm nhìn bao quát

Quang cảnh cổ trấn Machu Picchu nhìn từ đỉnh Huayna Picchu

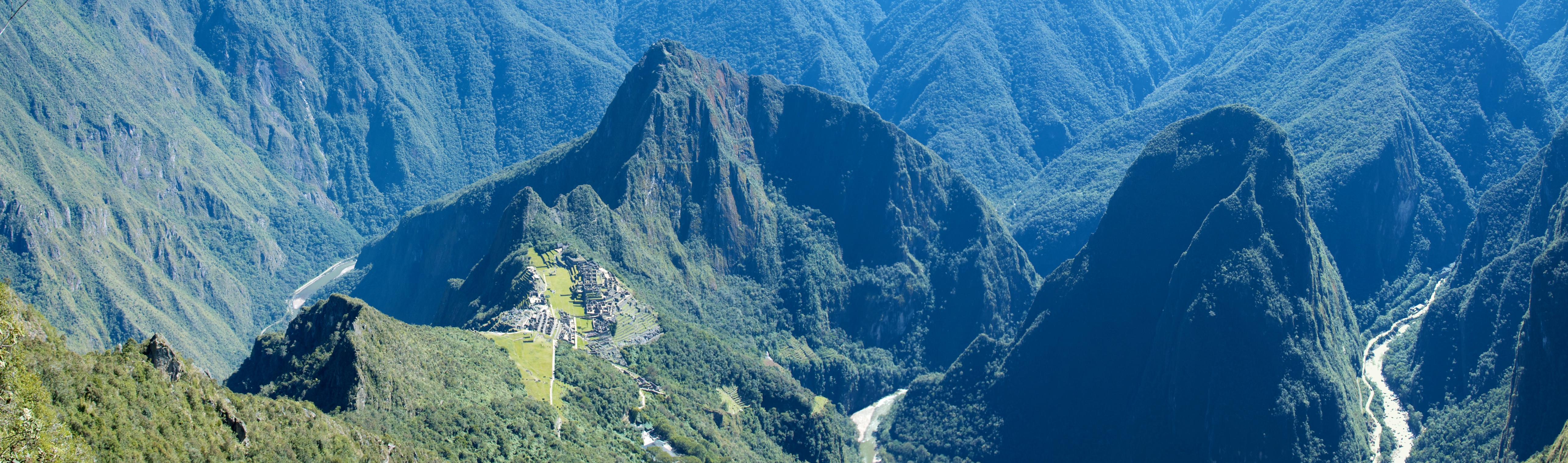
Quang cảnh cổ trấn Machu Picchu nhìn từ đỉnh Machu Picchu, có thể thấy dòng Urubamba uốn lượn bao quanh

Toàn cảnh Machu Picchu trong dịp trời quang mây tạnh

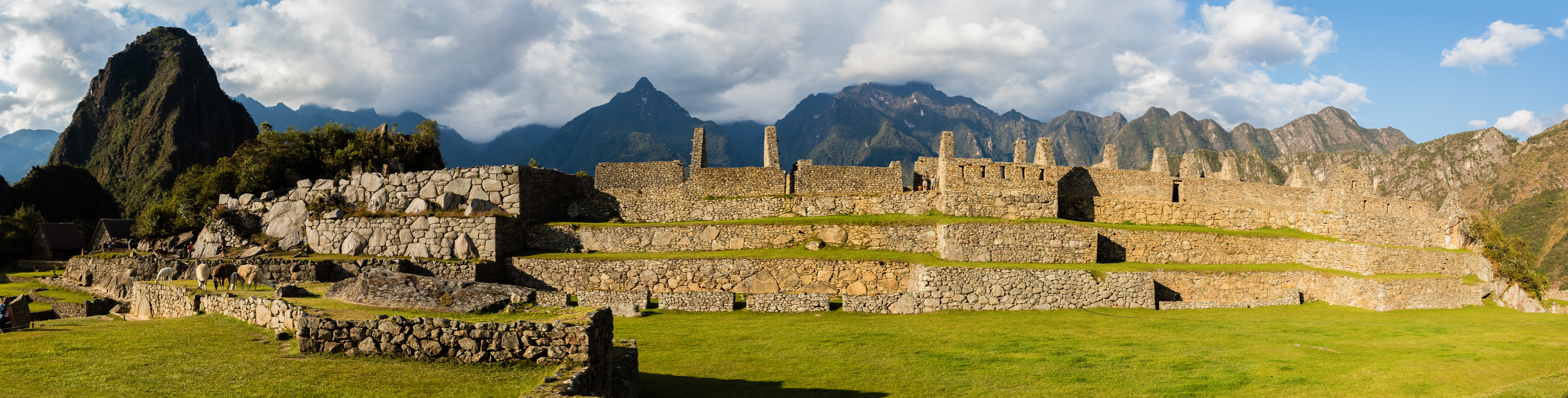
Toàn cảnh một phần di tích Machu Picchu

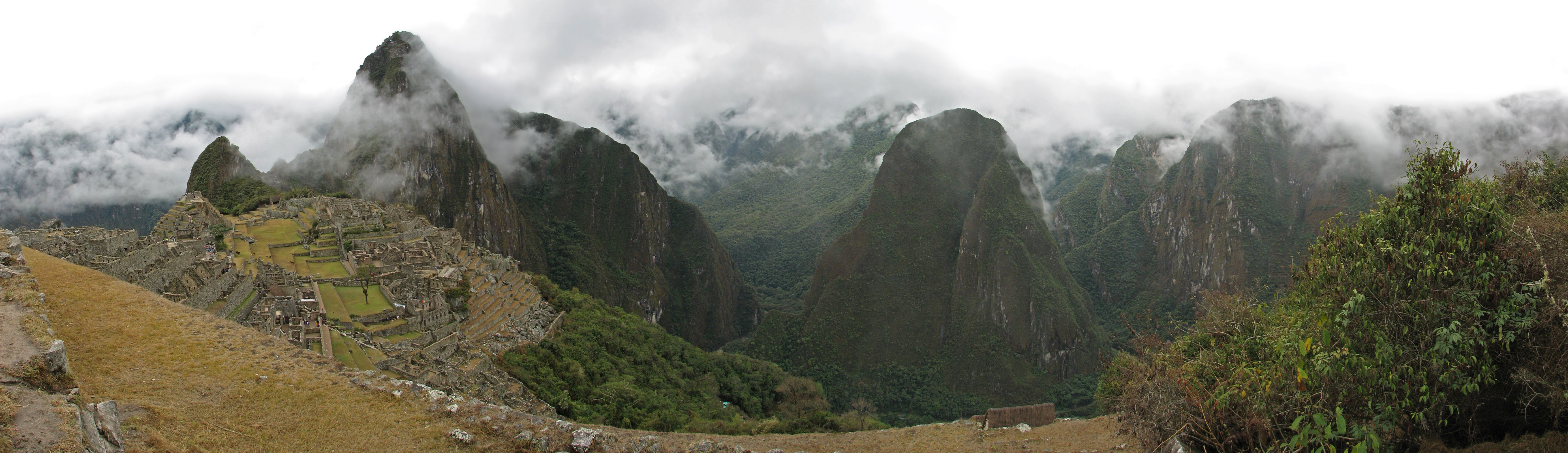
Cổ trấn Machu Picchu với đỉnh Huayna Picchu mây mù bao phủ